# Kongo na Letnich Igrzyskach Olimpijskich 2020
Kongo na Letnich Igrzyskach Olimpijskich 2020 – występ kadry sportowców reprezentujących Kongo na igrzyskach olimpijskich, które odbyły się w Tokio w Japonii, w dniach 23 lipca - 8 sierpnia 2021 roku.
Reprezentacja Kongo liczyła troje zawodników - jednego mężczyznę i dwie kobiety, którzy wystąpili w 2 dyscyplinach.
Był to trzynasty start tego kraju na letnich igrzyskach olimpijskich.

## Reprezentanci

### Lekkoatletyka
Mężczyźni
| Zawodnik               | Konkurencja            | Eliminacje | Eliminacje | Półfinał | Półfinał | Finał | Finał   |
| Zawodnik               | Konkurencja            | Czas       | Miejsce    | Czas     | Miejsce  | Czas  | Miejsce |
| ---------------------- | ---------------------- | ---------- | ---------- | -------- | -------- | ----- | ------- |
| Gilles Anthony Afoumba | Bieg na 400 m mężczyzn | 46,03      | 31.        | NQ       | NQ       | NQ    | NQ      |

Kobiety
| Zawodnik              | Konkurencja          | Eliminacje | Eliminacje | Ćwierćfinał | Ćwierćfinał | Półfinał | Półfinał | Finał | Finał   |
| Zawodnik              | Konkurencja          | Czas       | Miejsce    | Czas        | Miejsce     | Czas     | Miejsce  | Czas  | Miejsce |
| --------------------- | -------------------- | ---------- | ---------- | ----------- | ----------- | -------- | -------- | ----- | ------- |
| Natacha Ngoye Akamabi | Bieg na 100 m kobiet | 11,47      | 1. Q       | 11,52       | 42.         | NQ       | NQ       | NQ    | NQ      |

### Pływanie
| Zawodniczka    | Konkurencja   | Eliminacje | Eliminacje | Półfinał | Półfinał | Finał | Finał   |
| Zawodniczka    | Konkurencja   | Czas       | Miejsce    | Czas     | Miejsce  | Czas  | Miejsce |
| -------------- | ------------- | ---------- | ---------- | -------- | -------- | ----- | ------- |
| Stefan Sangala | 50 m dowolnym | 37,92      | 81.        | NQ       | NQ       | NQ    | NQ      |